# Valle de Paravachasca
Valle de Paravachasca (vocablo de origen comechingón que significa "lugar de vegetación enmarañada" o "Montes enmarañados") es un término usado para promocionar una región turística en la provincia de Córdoba, Argentina, ubicada entre el Valle de Punilla (al noroeste) y el Valle de Calamuchita (al sur), a 30 km hacia el suroeste de la capital provincial.
No se trata de un valle en sentido geográfico, sino de una región compuesta por varios pequeños valles, zonas montañosas y una parte de la llanura chaco-pampeana. La región se encuentra dentro del departamento Santa María. Su principal ciudad es Alta Gracia.

## Características

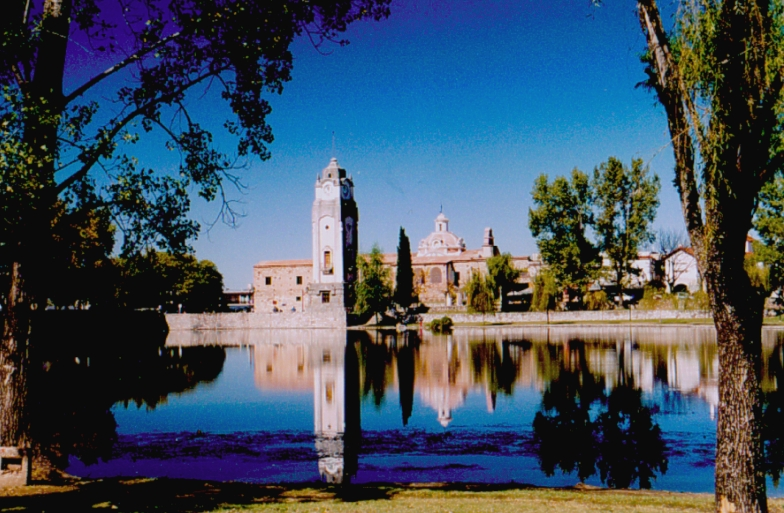
Alta Gracia.

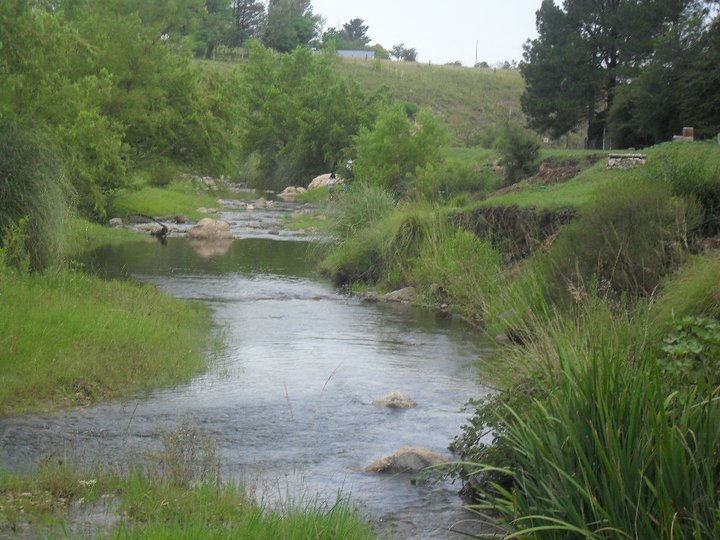
Río San Pedro.

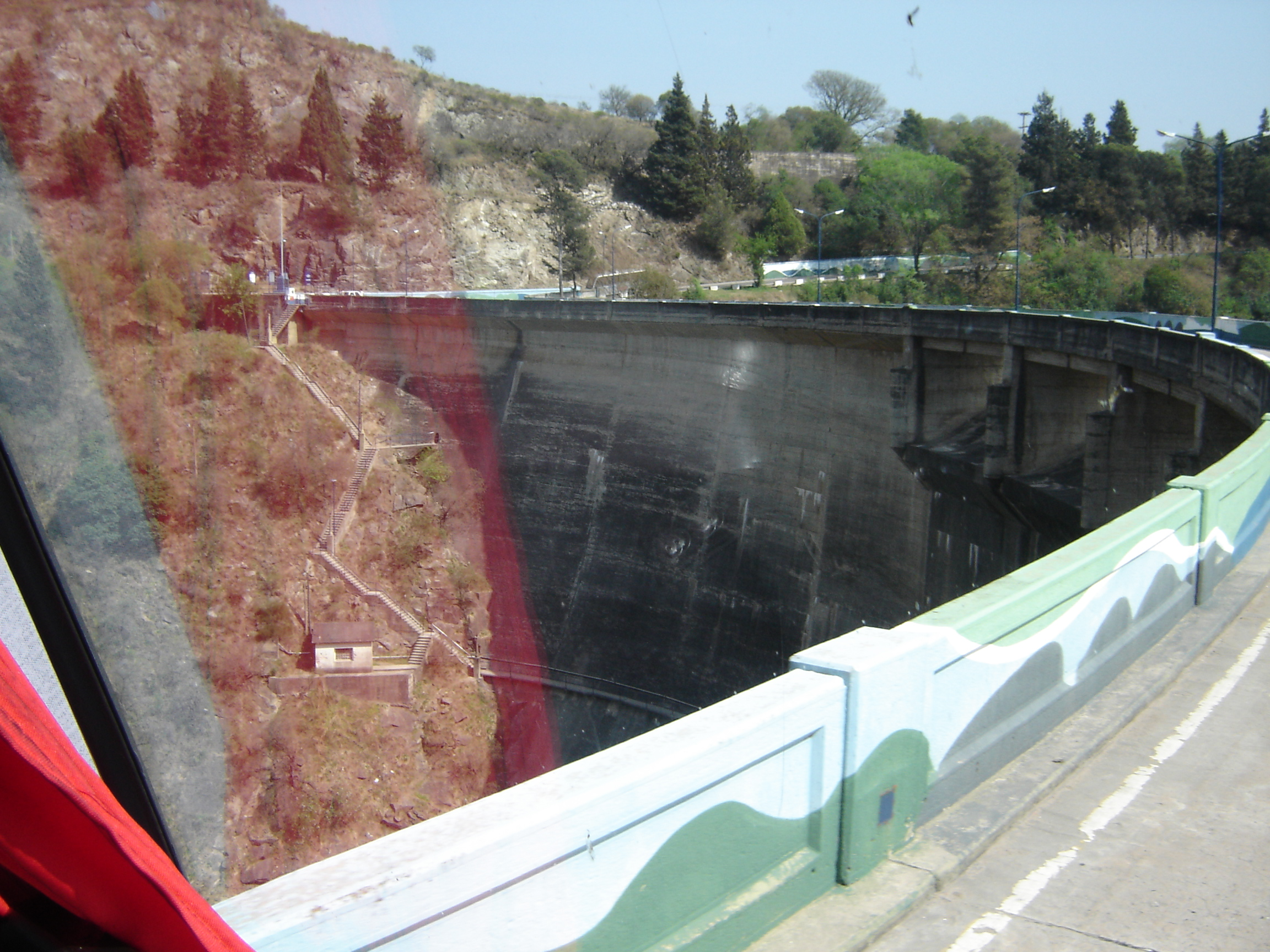
Paredón del embalse Los Molinos.

Es una región rodeada por sierras bajas en forma de herradura que se abre en el Este, al oeste se encuentra la Pampa de Achala y al noroeste en los confines con el Valle de Punilla, la abrupta Quebrada del (río) Condorito que es el centro del parque nacional Quebrada del Condorito. En este valle se encuentra el río Anisacate (el que da nombre a Anisacate). Otros ríos y arroyos confluyen en el Embalse Los Molinos que tras sortear el paredón de contención forma el río Los Molinos que luego antes de llegar a la ciudad de Despeñaderos, confluye con el río Anisacate para formar el río Segundo.
La flora original ha sido un bosque de algarrobos, talas y palmares de caranday, en las riberas abundan los sauces criollos; existen forestas de coníferas (especialmente de pinus ponderosa) y álamos.
El clima es muy similar al clima mediterráneo en la mayor parte de este territorio excepto en las partes más elevadas en donde es más frío siendo durante los inviernos frecuentes las nevadas en las zonas más elevadas del oeste.

## Comunicaciones
El Valle y Área Turística de Paravachasca, se encuentra estratégicamente situado en el centro de los tres valle turísticos más importantes de la Provincia de Córdoba. El principal centro urbano es la ciudad de Alta Gracia, ésta es un distribuidor de tránsito hacia los Valles de Punilla, Traslasierra  y Calamuchita, comunicando a estos con las ciudades de Rosario y Buenos Aires, a través de la ruta  C-45, liberando a los viajantes de las estaciones de peaje.
Alta Gracia esta directamente comunicada con la ciudad de Córdoba  por la autovía de la  RP 5  . Esta misma, hacia el sur de Alta Gracia, ya en forma de ruta, comunica con las localidades turísticas del sur del Valle de Paravachasca, el Embalse Los Molinos  y se adentra luego en el Valle de Calamuchita.
Otra ruta importante de buenas característica es la  C 45  
, que enlaza a la ciudad de Alta Gracia y el Valle de dos formas por el este con las  RN 36 ,  RN 9  y la   AU 9 , a la altura de la ciudad de Río Segundo; hacia el norte de Alta Gracia, es una importantísima vía de comunicación directa con el Valle de Traslasierra y el Valle de Punilla, cuyos desvíos se encuentran en la localidad de Falda del Carmen  que deriva hacia el Valle de Traslasierra y parque nacional Quebrada del Condorito por  RP S-180   y en cruce  AU Córdoba - Carlos Paz  que la une al Valle de Punilla).
La  RP E-56  , se desvía de la RP5 en la ciudad de Anisacate, pasando el puente hacia la izquierda, y comunica a esta ciudad con la  RN 36  y la ciudad agropecuaria de Despeñaderos, esta ruta permite descubrir bellísimos recurso turísticos como el Dique La Quintana, el río de los Molinos y la localidad de Los Molinos, donde se encuentra un importante campo de golf  de 18 hoyos.
Otro camino, del Valle de Paravachasca es la  RP S-180  , que desde Falda del Carmen, comienza a ascender hasta la cima de la Sierra Chica, a casi 1200 m s. n. m., allí se descubre la Estación Astrofísica del Observatorio Astronómico de Córdoba de la UNC, más abajo la Estación Terrena de Telecomunicaciones, en Bosque Alegre y hacia la izquierda de ésta, comienza la  RP S 271  , que comunica este camino con la comuna de San Clemente, el paraje San Pedro, para luego terminar en Potrero de Garay y Lago los Molinos. Este camino de tierra corre entre las Sierra Chica y las Cumbres de Achala y es recomendable no transitarlos días de lluvia, por la peligrosidad de las crecidas de los ríos San José y La Suela.

## Circuitos Turísticos del Valle de Paravachasca

### Circuito “Altas Cumbres y Quebrada del Condorito”
Declarada en 1996 como parque nacional Quebrada del Condorito, es el único territorio de este tipo en toda la provincia de Córdoba que se encuentra a la vez, resguardada por la Reserva Hídrica Pampa de Achala creada en 1999, la cual protege uno de los recursos naturales más valiosos de la geografía cordobesa.
La Quebrada del Condorito es una gigantesca grieta de 800 metros de profundidad y 1500 metros de separación en la parte superior de sus paredes, por la que se escurre el río Condorito, en lo más profundo de ésta.
Está ubicada en la ladera oriental de la Pampa de Achala en el sector más alto de las Sierras Grandes, en el Área de Paravachasca; su forma se asemeja a una “V” corta, en la cual es posible admirar especies únicas de gran diversidad biológica. 
Aquí se preservan, entre muchas especies, los últimos bosques de tabaquillos, así como el hábitat más oriental del Cóndor andino, que ha encontrado su refugio, alejado de su reino, la cordillera de los Andes.
El “camino del Observatorio” y el “camino de las Altas Cumbres”, imponentes por sus magníficas vistas, nos llevan desde Alta Gracia el acceso del parque nacional, pudiendo recorrer también en este circuito la Estación Astrofísica de Bosque Alegre, la localidad de Copina, el Camino de los Puentes Colgantes y el paraje de El Cóndor.

### Circuitos “Rivera del Río Anisacate”
Al sur de Alta Gracia, se abre camino uno de los ríos más importantes del Valle de Paravachasca, cuya particularidad es la de tener sus nacientes en el parque nacional Quebrada del Condorito y ser el único río caudaloso de la provincia de Córdoba, que deja del sistema serrano sin ser regulado por un embalse. 
Desde su nacimiento, hasta su fin, cerca de la localidad de Despeñaderos, el río Anisacate deja ver diferentes facetas en el paisaje y bellezas naturales que se descubren a lo largo de su recorrido, visitando algunas de las pequeñas localidades asentadas en sus orillas. 
Así por ejemplo deslumbra una imponente quebrada con ollas naturales y exuberante vegetación en la Isla, La Paisanita y la Serranita, localidades enclavadas en lo alto de las sierra chica; cascadas, rápidos y grandes rocas, permiten disfrutar de las cuatro estaciones del año en Villa Los Aromos, Villa La Bolsa y Anisacate; río abajo, sobre terrenos menos abruptos, el río se torna lento y corre entre grandes acantilados, sausales y extensas playas de arena como se ve en los parajes de Costa Azul y Dique Chico. A todas estas pintorescas villas, se puede acceder por caminos que llegan en forma directa desde Alta Gracia.

### Circuito “Pesca Deportiva”
El Valle de Paravachasca es una de las áreas privilegiadas de la pesca deportiva, gracias a la diversidad de ambientes acuáticos y el programa provincial de pesca que permite regular esta actividad.
Este exquisito deporte es una actividad que implica una interesante alternativa de esparcimiento y recreación. 
Desde Alta Gracia, por Falda del Carmen y el camino del Observatorio, se llega a los ríos de aguas cristalinas, oxigenadas y frías ubicados en las laderas de las sierras grandes entre los 1000 y los 2000 m s. n. m., donde se practica la pesca con mosca y devolución obligatoria.
En la localidad de San Clemente, el río San José, es el primero de los tres ríos y hacia el sur, el río de los Espinillos y el río del Medio constituyen el ambiente de la trucha arco iris y la trucha fontinalis, dos de las más codiciadas.
Estos últimos dos ríos, alimentan el lago de Los Molinos, el cual se bordea para completar el circuito que pasa por el colosal muro del embalse los Molinos y regresar por ruta 5 hacia Alta Gracia. En el lago Los Molinos la pesca que se hace es de pejerrey, carpas, bagres, trucha criolla entre otras especies y en las localidad costeras de Potrero de Garay y Villa Ciudad de América, se pueden encontrar todos los elementos y facilidades que un buen pescador necesita.

### Circuito “Sur de Paravachasca”
Al sur de Alta Gracia, y en la localidad de Anisacate, comienza el circuito que recorre la ruta E56 y que permite descubrir las bellezas naturales del Sur de Paravachasca.
En medio de una exuberante vegetación autóctona, en la localidad de San José de La Quintana, se levanta un extenso muro sobre el cauce del río de los Molinos que embalsa las aguas que son utilizas en la Central Hidroeléctrica del mimo nombre. El espejo de agua que allí se forma está rodeado de costas vírgenes y un paisaje extremadamente tranquilo.
En Villa San Isidro, el río de Los Molinos muestra una de sus facetas más bellas, con amplias playas de césped y añejos sausales que permiten disfrutar de la naturaleza en todo su esplendor.
Más allá de San Isidro, y pasando el antiguo pueblo de Los Molinos, se encuentra Villa San Miguel, casi en el límite con el Valle de Calamuchita, esta villa ofrece su campo de golf de 18 hoyos y el camino que nos lleva hasta ruta 36, por la que se regresa para visitar el río Xanaes, casi en su nacimiento, en la localidad de Despeñaderos.

### Circuitos “Rincones Serrano”
Desde Alta Gracia, parten inimaginables senderos y caminos que permiten disfrutar de la naturaleza, la flora y la fauna autóctona de Paravachasca.
Estos caminos nos llevan a enclaves serranos que son puestos, estancias o parajes muy cerquita de la ciudad, por los que pueden hacerse en el día, en bicicleta o caminando.
De este modo, se tiene un contactos más vivo y real con la naturaleza que caracteriza a estos caminos, disfrutando de los aromas, los sonidos y el las sorprendentes vistas del paisaje serrano. 
Algunos de los caminos son: camino a Valle Buena Esperanza, camino de los Paredones, camino del Mirador, camino del Valle Chico, Camino a la Paisanita, camino a La Isla y El Curupi, camino La Bolsa –La Paisanita.
Dentro la ciudad, las caminatas se tornan una verdadera actividad de relax conociendo atractivos naturales como la costanera del arroyo Chicamtoltina y el parque natural-Deportivo García Lorca.

### Circuito Golf
Alta Gracia es la cuna del golf como actividad deportiva en la provincia de Córdoba, siendo este campo el más antiguo del interior de la provincia y el 3° del País, perteneció al magnífico Sierras Hotel y contaba, como hoy, con 9 hoyos y los 9 restantes en plena construcción, notables personalidades jugaron en sus “greens”. 
Hoy, el Alta Gracia Golf Club, lleva el orgullo de su glorioso pasado.
Potrerillo de Larreta, con 18 hoyos se caracteriza por estar enclavado en un vallecito rodeado de sierras y surcado por arroyos, éste es uno de los campos con algunas de las mejores características técnicas y uno de los más nuevos del territorio provincial.
En Villa San Miguel, al sur del Valle de Paravachasca y a 25 km de Alta Gracia se encuentra el Golf Club San Miguel, campo con 18 hoyos que ofrece un ambiente ideal para el esparcimiento del golfista, por estar al pie de sierra chica.
Alta Gracia ofrece también la posibilidad de recorrer desde aquí otras canchas de primer nivel, como Ascochinga, La Cumbre, Jockey Club Córdoba, Las Delicias. Villa Allende, etc. En un radio de 50 km aproximadamente.

## Localidades, comunas y parajes
El Valle de Paravachasca se caracteriza por tener dos ciudades, Alta Gracia  y la recientemente declarada ciudad de Anisacate, según datos del censo provincial 2008; la ciudad de Despeñaderos  se encuentra en la penillanura inmediatamente fuera del linde oriental del valle, pero sí se la considera punto de conexión en uno de los circuitos del Área Turística de Paravachasca.
Varias pequeñas y amenas poblaciones serranas, con jerarquía de comunas se encuentran esparcidas por todo el Valle, entre las que descuellan La Serranita, La Rancherita, Villa La Bolsa, Valle de Anisacate, Villa Anisacate, Villa Los Aromos, La Paisanita y Dique Chico, todas estas asentadas en la ribera del río Anisacate.
Villa Ciudad de América, Potrero de Garay y los parajes de Villa La Merced y Los Espinillos, se desarrollan en torno a las costas del Lago Los Molinos.
En la ladera oriental de la Sierra del Tala, a la altura del Dique los Molinos, se asientan José de La Quintana, Villa San Isidro, Los Molinos  y el paraje de Boca del Río.
Al pie de las Cumbres de Achala están la comuna de San Clemente y los parajes Golpe de Agua y San Pedro.
Al norte de Alta Gracia, la comuna de Falda del Carmen  es portal de acceso a los parajes de Bosque Alegre (donde se encuentra la Estación Astrofísica), Falda del Cañete (donde se encuentra la CONAE) y La Lagunilla.
El paraje Los Cerrillos, sitio del Mausoleo a Myriam Stefford, es el portal norte al Valle, viniendo desde la ciudad de Córdoba.
- Datos: Q2892831